# Hirabayashi Kiyohiro
Kiyohiro Hirabayashi (sinh ngày 4 tháng 6 năm 1984) là một cầu thủ bóng đá người Nhật Bản.

## Sự nghiệp câu lạc bộ
Kiyohiro Hirabayashi đã từng chơi cho Nagoya Grampus Eight, Sagan Tosu, FC Kariya, Zweigen Kanazawa và Renofa Yamaguchi FC.